# Dziwnów
Dziwnów là một thị trấn thuộc huyện Kamieński, tỉnh Zachodniopomorskie ở tây-bắc Ba Lan. Thị trấn có diện tích 6 km². Đến ngày 1 tháng 1 năm 2011, dân số của thị trấn là 2867 người và mật độ 577 người/km².